# Путешествие «Голубой стрелы»
«Путешествие „Голубой стрелы“» (итал. Il viaggio della Freccia Azzurra) — сказка Джанни Родари, написанная в 1954 году и изданная флорентийским издательством «CDS».
Спустя 10 лет, в 1964 году, Родари выпустил новую редакцию под сокращённым названием «La Freccia Azzurra» (Голубая стрела), где в составе игрушек присутствуют астронавты с межпланетной ракетой.
На русском языке сказка была впервые издана 1957 году издательством «Детгиз» в переводе Ю. Ермаченко и Натальи Мендельсон. Вторая редакция была издана в 2007 году издательством «Омега» в переводе Э. Мотылевой.

## Сюжет
В день Эпифании (6 января, традиционный в Италии день подарков детям, в советском переводе — первый день Нового года) игрушки, выставленные на витрину магазина Бефаны (итальянский аналог Санта-Клауса, от слова «эпифания»; в советском переводе названа Феей), видят мальчика Франческо Монти, заглядевшегося на игрушечный поезд «Голубая стрела». Семья Франческо очень бедна, и его мама задолжала Фее за волчок, взятый два года назад, и за лошадку, взятую год назад — поэтому на этот праздник мальчику не полагалось никаких подарков.
Проникшись сочувствием к ребёнку, год спустя, накануне следующего праздника, игрушки устраивают побег, чтобы подарить Франческо самих себя. Они успевают покинуть магазин в тот момент, когда Фея прибывает, чтобы забрать их и отправиться раздавать подарки. Фея и её служанка Тереза, неправильно истолковав ситуацию, думают, что магазин был ограблен, и отправляются в погоню за «похитителями». Они настигают беглецов, но в итоге Тереза попадает к беглым игрушкам в заложницы. В обмен на своё освобождение она вручает игрушкам список детей, лишенных подарка за долги, после чего игрушки принимают решение распределиться между всеми обделёнными детьми.
Тем временем Франческо попадает в руки грабителей, желающих в самом деле ограбить магазин Феи. Они силком заставляют Франческо проникнуть в закрытый магазин, но вместо отпирания грабителям двери Франческо поднимает тревогу. Полицейские подозревают Франческо, ссылаясь на то, что магазин — игрушечный, в желании украсть какую-нибудь игрушку как подарок для себя. Ночной сторож, случайно оказавшись свидетелем, когда Франческо прихватили вместе с грабителями, рассказывает о случившемся Фее, и она выручает Франческо и решает взять его в свой магазин приказчиком. Тряпичный пёсик Кнопка, который был среди сбежавших игрушек, но оставил их и каким-то невероятным образом превратился в живого пса, находит Франческо и становится его верным другом.
Игрушечный поезд продолжает свой путь, пока не попадает в дом путевого обходчика на железной дороге. Из-за усилившегося накануне Крещения снегопада в горах на железной дороге произошел обвал. Сын обходчика, Роберто, с сигнальным фонарём бежит навстречу скорому поезду и спасает его от крушения, потеряв при этом сознание.
Бригада «Голубой стрелы» решает остаться в этой семье. Очнувшись в своей кровати и после отправления скорого в дальнейший путь оставшись снова один со своим отцом, мальчик находит игрушку и благодарит отца, однако отец говорит ему, что игрушечный поезд — очень дорогая игрушка, и они не могут позволить её себе. Он предполагает, что какой-нибудь состоятельный синьор, ехавший на скором, купил игрушечный поезд своим детям и оставил его в подарок Роберто, так как его дети уже получили подарок от мальчика, который своим героическим подвигом спас жизнь их отца.

## Персонажи
- Франческо — мальчик из бедной семьи. Мечтает, чтобы ему подарили электрический поезд «Голубая стрела», и регулярно навещает магазин игрушек, с тоской смотря на поезд.
- Машинист, Начальник Поезда и Начальник Станции — игрушечные железнодорожники поезда «Голубая стрела».
- Кнопка — игрушечный щенок. Был инициатором побега из магазина, и в итоге оказался единственной игрушкой, оставшейся верной Франческо. Благодаря рождественскому чуду превращается в настоящего щенка.
- Фея (в оригинале — Бефана) — владелица магазина игрушек. Пожилая женщина, которая умеет летать на метле, но, по словам служанки, не настоящая Фея. Берёт много денег за подарки, так как получает игрушки не оптом прямо от производителей, а сама покупает их по розничным ценам для перепродажи. Внешне кажется сварливой, но это лишь «рабочая маска».
- Тереза — служанка Феи, скромная добрая женщина. Даёт игрушкам список детей, которым в этом году подарка не полагается.
- Желтый Медвежонок — заводной игрушечный плясовщик, первым отделяется от всех остальных игрушек, оставшись бездомному проживающему в подвале мальчику.
- Мотоциклист-Акробат — указывает «Голубой стреле» дорогу, после того, как Кнопка твердо решает искать своего Франческо и покидает процессию игрушек.
- Главный Инженер — игрушечный главный инженер «Конструктора», сооружает мост над глубокой лужей.
- Полубородый Капитан — игрушечный «морской волк», бракованная игрушка (часть бороды так и не была наклеена). Добродушен, хоть и пытается скрыть это за постоянным ворчанием.
- Сидящий Пилот — пилот игрушечного самолётика.
- Три Марионетки — игрушечный театр.
- Серебряное Перо — игрушечный индейский вождь, своего рода предводитель игрушек.
- Полковник — игрушечный командир полка оловянных стрелков с военным оркестром.
- Генерал — игрушечный командир артиллерийской батареи, вечно сердитый вояка. Страдает паранойей, из-за чего в каждом встречном видит потенциального врага. Погибает, замёрзнув под снегом, не в силах выдержать потери «боевых орудий».
- Кукла Роза (имя в оригинале может означать и «розовая кукла») — остаётся вместе с замёрзшей бедной девочкой, а потом начальник карабинеров передаёт куклу подчинённому, у которого была дочка. В редакции 1964 («Голубая стрела») вместо девочки бедная старушка.

## Экранизации
- В 1985 году творческим объединением «Экран» (СССР) был выпущен кукольный мультфильм «Голубая стрела». Литературная основа была сильно смягчена — так, в мультфильме полностью отсутствует тема смерти.
- В 1996 году в Италии был создан рисованный фильм «Голубая стрела» по мотивам этой сказки. В соответствии с итальянской традицией, фея названа Бефаной, помощницей Санты, доставляющей в Рождество игрушки детям. Таким образом, Фея в книге сильно отличается от героини мультфильма. В России мультфильм известен под названием «Как игрушки спасли рождество». В этом мультфильме также изменены трагические эпизоды.